# Niževec
Niževec je naselje v Občini Borovnica.